# 川口市立柳崎小学校
川口市立柳崎小学校（かわぐちしりつ やなぎさきしょうがっこう）は、埼玉県川口市柳崎にある公立小学校。

## 沿革
- 1969年4月1日 - 川口市立芝東中学校内に川口市立柳崎小学校として開校
- 1970年2月1日 - 開校記念日制定
- 1971年3月27日 - 生徒の一部が川口市立芝東小学校に移籍
- 1981年4月1日 - 生徒の一部が川口市立在家小学校に移籍[1]

## 教育目標
- 「しなやかな心で、生き生きと学習し、元気よく運動する子」[2]

## 通学区域
- 安行領根岸 - 一部
- 北園町 - 一部
- 大字芝 - 一部
- 柳崎1丁目 - 一部
- 柳崎2丁目 - 全域
- 柳崎3丁目 - 全域
- 柳崎4丁目 - 全域
- 柳崎5丁目 - 全域
- 柳根町 - 一部[3]